# Sofía Gull
Sofía Gull Querin (* 3. September 2005) ist eine argentinische Handballspielerin, die dem Kader der argentinischen Nationalmannschaft angehört.

## Karriere

### Im Verein
Gull lief für den argentinischen Verein AACF Quilmes auf. Anfang des Jahres 2023 schloss sie sich dem spanischen Verein Club Balonmano Porriño an. Bei Club Balonmano Porriño spielte die Rückraumspielerin erst im Jugendbereich und erhielt in der zweiten Saisonhälfte der Spielzeit 2023/24 Spielanteile in der zweiten Damenmannschaft. Seit dem Sommer 2024 steht sie beim spanischen Zweitligisten Club Balonmano Bolaños unter Vertrag.

### In Auswahlmannschaften
Gull nahm mit der argentinischen Jugendnationalmannschaft an der U-18-Weltmeisterschaft 2022 teil, mit der sie das Turnier auf dem 25. Platz abschloss. Im darauffolgenden Jahr gewann sie mit der argentinischen Juniorinnennationalmannschaft die Goldmedaille bei der Süd- und zentralamerikanischen Meisterschaft. Im Finalspiel gegen die brasilianische Auswahl erzielte Gull acht Treffer. Bei der U-20-Weltmeisterschaft 2024 belegte Gull gemeinsam mit der Niederländerin Alieke van Maurik mit jeweils 42 Treffern den zehnten Platz in der Torschützinnenliste des Turniers.
Gull gab am 26. November 2024 im Auftaktspiel der süd- und zentralamerikanischen Meisterschaft 2024 ihr Länderspieldebüt für die argentinische A-Nationalmannschaft. Am Turnierende gewann sie mit Argentinien die Silbermedaille.

## Sonstiges
Ihr Vater Eric Gull stand während seiner Karriere als Handballprofi bei mehreren europäischen Vereinen unter Vertrag. Ihr Bruder Juan Federico Gull spielt ebenfalls Handball.